# Батманов, Игорь Алексеевич
Игорь Алексеевич Батманов (28 октября 1906 или 1906, Луцк, Волынская губерния — 8 января 1969 или 1969, Фрунзе) — советский киргизский учёный-языковед, тюрколог, доктор филологических наук (1950), профессор (1953). Академик АН Киргизской ССР (1954).

## Биография
Окончил Киевский государственный университет (1930). Преподавал в Киргизском государственном педагогическом институте. Заместитель директора Института языка и литературы Киргизского филиала АН СССР.
В 1954 году избран в действительные члены АН Киргизской ССР (первый состав). Директор Института языка и литературы АН Киргизской ССР, зав. кафедрой Киргизского женского педагогического института, зав. сектором общей тюркологии.
Возглавлял Отдел общей тюркологии и дунгановедения АН Киргизской ССР.

## Научные интересы
Труды в области истории киргизского языка, тюркологии, сравнительного языкознания.